# Disciplina arcani

Ichthys – wczesnochrześcijański symbol

Disciplina arcani (łac. nakaz tajemnicy) – zwyczaj w początkowym okresie rozwoju chrześcijaństwa polegający na zatajaniu przed poganami i katechumenami niektórych tajemnic wiary, w obawie przed niezrozumieniem i profanacją.

## Historia
Pochodzenia tego zwyczaju należy doszukiwać się w początkach chrześcijaństwa, w okresie prześladowań. Po VI wieku, kiedy religia ta była już ugruntowana, disciplina arcani przestała istnieć. Zwyczaj ten polegał na tym, że dopiero przed samą uroczystością chrztu ujawniano katechumenom obrzędy sakramentalne i znaczenie symboli chrześcijańskich. Dotyczyło to szczególnie dogmatu o Trójcy św., Eucharystii czy wyznania wiary. Było to spowodowane obawą przed profanacją praktyk religijnych. Wywoływało też tęsknotę za poznaniem tajemnic wiary.